# Штеренберг Давид Петрович
Давид Петрович Штеренберг (14 (26) липня 1881, Житомир — 1 травня 1948, Москва) — радянський живописець та художник-графік українського походження. Представник напівфутуристичного образотворчого мистецтва, перехідного від авангарду до «тихого мистецтва» середини XX ст.

## Біографія
Народився 1881 року в Житомирі у родині підприємця. Навчався в приватній художній студії в Одесі, проте 1907 року як член Бунда був вимушений поїхати за кордон. Спершу поїхав до Відня, потім оселився в Парижі. У 1907–1912 роках навчався в паризькій Академії мистецтв та Академії Вітті у А. Мартена, Е. Англади, К. ван Донгена. Разом з дружиною і дитиною оселився в колонії художників фр. «La Ruche» («Вулик»).
1917 року повернувся до Росії.

## Джерело
- Штеренберг (рос.)